# U.K. Subs
U.K. Subs és un grup anglès de punk rock pertanyent a la primera onada de punk britànic. Format el 1976, el pal de paller de la banda ha estat el vocalista Charlie Harper, originàriament cantant de R&B.
Els primers sis senzills d'èxit del grup, entre ells «Stranglehold», «Warhead», «Teenage» i «Tomorrow's Girls», van aconseguir entrar al Top 40 de la UK Singles Chart. Això no obstant, mai no han tornat a tenir un altre senzill o àlbum a les llistes després de 1981.

## Història
U.K. Subs va enregistrar dues sessions de John Peel el 1978, i una tercera el juny de 1979, per a BBC Radio 1. Aquestes sessions es van publicar posteriorment juntes en un únic àlbum, Peel Sessions, el 2003. A més, el 1978, la banda va fer alguns concerts com a teloner de The Police. L'any 1979, Julien Temple va escriure i dirigir un curtmetratge titulat Punk Can Take It, una paròdia dels documentals de guerra, que consistia principalment amb U.K. Subs tocant en directe.
El maig de 1979, la banda va signar amb GEM Records, una filial de RCA Records. El seu primer senzill amb GEM, «Stranglehold», va ser publicat el juny de 1979. Va ser seguit per «Tomorrow's Girls», que es va estrenar l'agost del mateix any. El seu àlbum de debut, Another Kind of Blues, es va publicar l'octubre de 1979 i el seu segon àlbum, Brand New Age, a l'abril de 1980. També es van publicar diversos EP en aquest període i els senzills «Teenage» i «Warhead». El seu tercer àlbum, un àlbum en directe titulat Crash Course, va ser gravat al Rainbow Theatre de Londres el 30 de maig de 1980 durant la gira Brand New Age. Publicat el 1980, és encara el seu àlbum més venut.
El 1991, U.K. Subs va comptar amb Lars Frederiksen (ara de Rancid) a la guitarra per a una gira de 30 concerts al Regne Unit. La cançó «Down on the Farm» de U.K. Subs va ser interpretada per Guns N' Roses al seu àlbum de versions de 1993 "The Spaghetti Incident?". La banda ha fet gires amb The Misfits, The Adicts, Osaka Popstar, Agent Orange i The Ramones.
El 2002, la banda va aparèixer amb D.R.I. i The Eight Bucks Experiment en un disc recopilatori titulat F*#k You Punks vol.3.. La cançó «Warhead» forma part de la banda sonora la pel·lícula, This Is England (2006).
U.K. Subs ha estat crític amb el polític Nick Clegg, amb la cançó de 2013 «Coalition Government Blues» que descriu al líder dels liberals demòcrates talment liking his perks. Després de publicar Ziezo (2016), el grup van presentar un doble senzill el 2017 i un EP el 2018 a més de dos àlbums de versions, titulats Subversions i Subversions II, que es van publicar el 2018 i el 2019, respectivament. Per a celebrar els 40 anys des del seu llançament, Demon Records va publicar una edició especial d'Another Kind of Blues en una caixa de dos vinils de colors de 10" el 13 d'abril de 2019.
El que es va anunciar com l'últim àlbum de U.K. Subs, Reverse Engineering, es va publicar l'1 de juliol de 2022 i una gira de comiat. L'antic bateria Steve Roberts va morir el 13 d'octubre de 2022.

## Discografia

### Àlbums d'estudi
- Another Kind of Blues (1979)[14]
- Brand New Age (1980)
- Diminished Responsibility (1981)
- Endangered Species (1982)
- Flood of Lies (1983)
- Huntington Beach (1985)
- Japan Today (1987)
- Killing Time (1988)
- Mad Cow Fever (1991)
- Normal Service Resumed (1993)
- Occupied (1996)
- Peel Sessions (1997)
- Quintessentials (1997)
- Riot (1997)
- Timewarp (2001)
- Universal (2002)
- Work in Progress (2011)
- XXIV (6 February 2013)
- Yellow Leader (2015)
- Ziezo (2016)
- Subversions (2018)[15]
- Subversions II (2019)[16]
- Reverse Engineering (2022)

### EP
- "C.I.D." (1978)
- "Stranglehold" (1979)
- "Tomorrows Girls" (1979)
- "She's Not There" / "Kicks"
- "Warhead" (1980)
- "Teenage" (1980)
- "Keep on Running EP Version" (1981)
- "Shake Up The City" (1982)
- "Another Typical City" (1983)
- "The Magic" (1984)
- "This Gun Says" (1985)
- "Live in Holland" (1986)
- "Hey Santa" (1987)
- "Motivator" (1988)
- "Sabre Dance" (1989)
- "The Road is Long, The Road is Hard" (1993)
- "War on the Pentagon" (1997)
- "Day of the Dead" (1997)
- "Cyberjunk" (1997)
- "Riot" (1998)
- "The Revolution's Here" (2000)
- "Warhead" (2008)
- "Screaming Senile"(2018)

### Àlbums recopilatoris
- Recorded 1979–1981 (1982)
- Demonstration Tapes (1984)
- Subs Standards (1986)
- Raw Material (1986)
- A.W.O.L. (1987)
- The Singles 1978–1982 (1989)
- Down on the Farm (A collection of the less obvious) (1991)
- Los Exitos En Singles 1978–1985 (1992)
- Scum of the Earth-Best Of (1993)
- The Punk Is Back (1995)
- Self-Destruct – Punk Can Take It 2 (1997)
- Punk Rock Rarities (1998)
- The Punk Singles Collection (1998)
- Sub Mission: The Best of the U.K. Subs 1982–1998 (1999)
- Time Warp: Greatest Hits (2001)
- Before You Were Punk (2004)
- Original Punks Original Hits (2006)
- An Introduction to The U.K. Subs (2006)
- Complete Riot (2006)
- Greatest Hits (2009)